# ريك بيري (رسام)
ريك بيري (بالإنجليزية: Rick Berry)‏ هو رسام أمريكي، ولد في 2 يونيو 1952 في سان بيرناردينو في الولايات المتحدة.

## وصلات خارجية
- الموقع الرسمي